# 芬蘭內戰
芬蘭內戰，是在原属于俄罗斯帝国治下的芬兰大公国在俄罗斯二月革命后宣布独立后政治理念不同的白色芬兰和红色芬兰之间为争夺国家统治权的一场内战。这场战争发生在一战东线战场所导致东欧社会、政治、国家极其动荡的背景下。战争两方分别为由支持社会主义的芬兰社会民主党领导的“赤卫队”与由支持保守主义的芬兰元老院领导的“白卫队”，德意志帝国派兵支持白色芬兰，而苏俄在芬兰的驻军支持红色芬兰。其中赤卫队大多由工人组成，他们在内战中一度控制了南方的工业中心和主要城市。白卫队则多由自耕农、公职人员和资产阶级组成并受卡尔·古斯塔夫·埃米尔·曼纳海姆将军的领导，由于得到北方自耕农的支持，他们以芬兰中部和北部为根据地。
在冲突发生的前几年，芬兰迅速经历了人口增长，工业化、半城市化和工人运动的逐渐崛起。整个国家的政治处在民主化和现代化的不稳定阶段。人民的社会经济地位和受教育程度大幅提高，新鲜的理念也快速在民众中传播。在一战中，芬兰因为战争增加了与宗主国之间的贸易，然而俄罗斯帝国的崩溃给其带来了政治与经济的双重危机。由于这种权力真空，芬兰左翼和资产阶级政府都开始追求自治与独立，不同的是右翼试图与俄国在政治上完全切割，而左翼则希望与俄国布党并肩作战。七月危机间接导致了芬兰社民党政府的倒台，布党十月在俄国的成功更加剧了左派劳工运动和保守派对国家权力的争夺，使得双方逐渐军事化，政治危机逐渐升级。
1917年春天后，左翼和右翼双方都组成了自己的武装部队，受苏维埃俄国所支持的芬兰赤卫队在1918年2月迅速发动攻击，占领了首都赫尔辛基并逮捕了右翼政府的大部分成员，但这次袭击并没有完全摧毁右翼的势力。由于得到了北方自耕农和德国的支持，曼纳海姆在瓦萨重新组织了白卫队并在5月发起反击。维堡之战和坦佩雷之战被认为是两方之间决定性的作战，白军以少胜多，击败驻芬俄军，重新取得了优势。德军于6月份从芬兰湾登陆，在其的帮助之下，白色芬兰也轻易赢得了赫尔辛基之战和拉赫蒂之战。尽管在内战中双方都有屠杀战俘和平民这种不人道行为（甚至红军还多一些），然而被视为“复仇”的政治暴力在白卫军获胜后开始大规模爆发，约有12,500名赤卫队成员死于战俘营。内战大约导致了39,000人的死亡，其中36,000人是芬兰人，占总人口的0.86％（当时芬兰人口约300万）。
内战使原本亲俄的芬兰转投德国怀抱，并试图建立起由德意志皇储腓特烈·卡尔王子作为国王的芬兰王国，但最后由于德国在一战的战败而不了了之。之后芬兰转型建立了西方制度的芬兰共和国。但内战使得当时的芬兰社会分裂，直到因为1939年苏联的侵略才重新团结起来。
芬兰内战是1596年棍棒战争（贫困的农民对贵族的剥削不满）后芬兰的第二次内战，并且背景相似。

## 背景

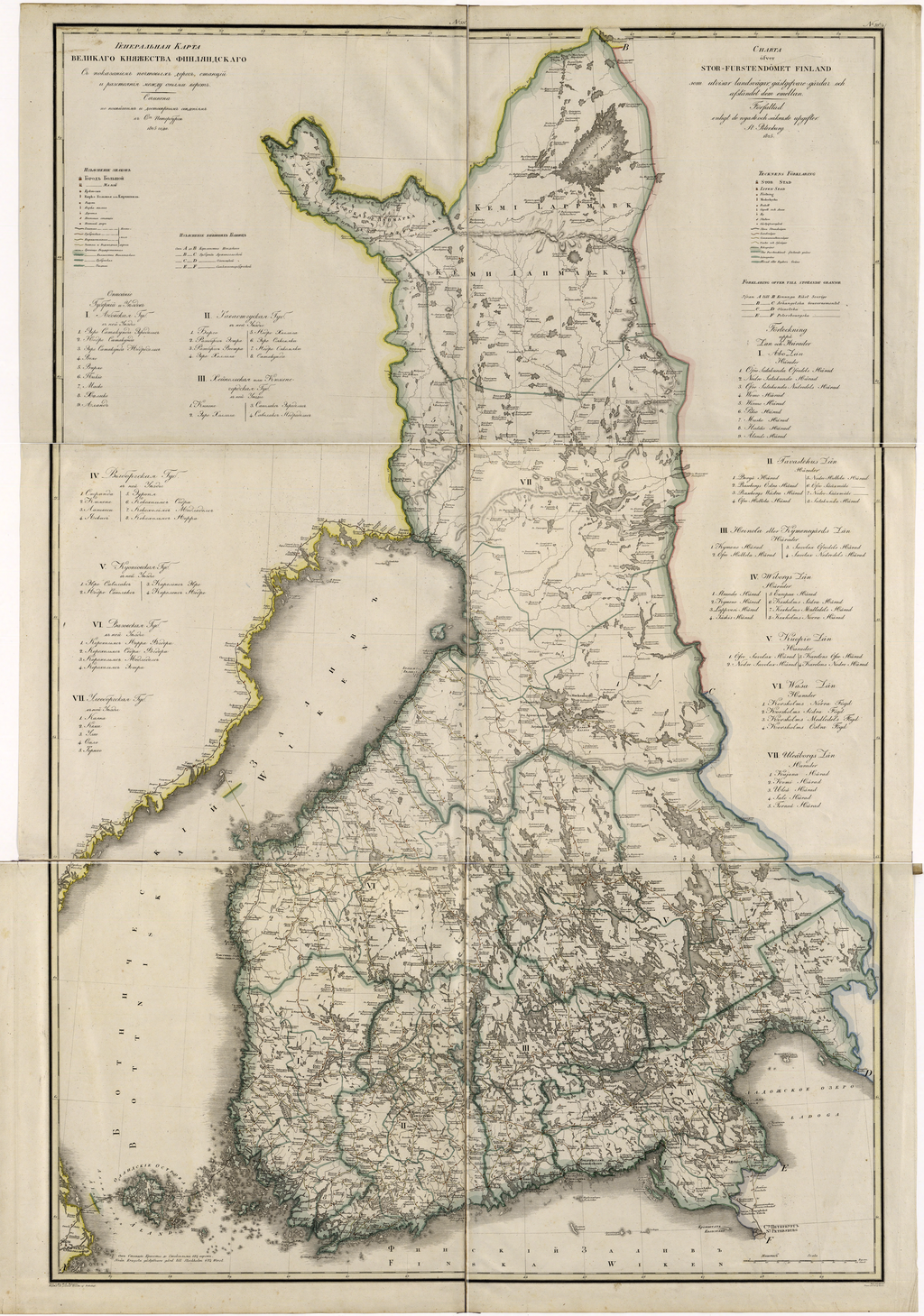
一张1825年的芬兰大公国地图，此时芬兰处于俄罗斯帝国统治下

### 国际政治
芬兰曾经是瑞典帝国的领土，直到大北方战争后才被割让给俄罗斯帝国。由于与欧洲大陆被波罗的海分隔开来，所以从战略上讲，芬兰属于沙俄北方领土中芬兰-爱沙尼亚门户不太重要的部分，主要作为途经纳尔瓦地区、芬兰湾和卡累利阿地峡之间往返圣彼得堡的缓冲区。俄罗斯并没有致力于完全控制芬兰，反之除了沙皇兼任芬兰大公之外，芬兰可以拥有自己的议会，还可以阻止俄军任意进入芬兰以维持自身的独立。1809年至1898年芬兰经历的时期名为“俄罗斯治世”，芬兰民族的整体权利有所提高，俄罗斯人和芬兰人的关系与帝国其他地区相比也相对良好。俄罗斯帝国在当时的芬兰大公国进行了五十年以上的工业、金融、教育、文化的现代化政策，并进一步提升芬兰语的地位。19世纪中期，随着俄罗斯在克里米亚战争中失败，帝国国势走下坡路，对社会与地方的控制也不断减弱，这使得沙皇愈加专横，不断削减芬兰与其他俄国非直属领地的自治权，芬兰人民对此感到相当不满，因此在19世纪后半叶芬兰的民族意识开始在对沙皇的抗议中觉醒。芬诺曼运动的诞生进一步加剧了芬兰人对独立的渴望。
一战所带来政治和经济危机是芬兰内战的主要原因。芬兰被尼古拉二世强行带入了一战，使得芬兰农产品可出口的国家大幅减少，因而不得不加强与宗主国间的贸易。1917年的二月革命推翻了沙皇统治，俄罗斯帝国解体，然而新的资产阶级临时政府在国内的统治面临着布尔什维克的威胁，彼时列宁即将回到彼得格勒，俄国内战已到了爆发前夜。这种情况给当时的东欧带来了极大的权力真空并在各个地区掀起了政治危机，芬兰也是如此。
德意志帝国认为东欧（主要是俄国）是极其庞大的资源产地，占领这些土地对其至关重要。特别是对于当时因应付两线战争而缺乏资源的德国，为了击溃俄国，德国一方面加强东线进攻，另一方面则通过资助俄国内部的革命组织来从内部摧毁俄国，布尔什维克和社会革命党便是当时德国的资助对象之一。不仅如此，在当时的芬兰，德国约“投资”了3-4千万马克来支援当时支持泛日耳曼主义的芬兰民族激进独立运动。对德国而言，控制芬兰将允许其陆军渗透彼得格勒和科拉半岛——俄罗斯富裕的矿业中心。另一方面，芬兰自身也有大量的矿石储量和发达的林业。

### 國內政治
芬蘭國內政治緊張度升級的主要原因是沙皇的獨裁統治與不民主的「三個等級」階級系統，後項起源於瑞典帝國統治時期，並且將芬蘭從政治、經濟、社會層面上分裂開來。芬蘭人口自十九世紀開始大量地增長（從1810的86萬人口到1917的313萬），並且一個由農民和工人所組成的階級在同時期形成。盡管芬蘭的工業革命比西歐晚開始，它的速度卻是相當迅速的。芬蘭工業革命主要受到政府資助，因為工業化所導致的社會問題在政府管理措施下減少。但對市區工人而言，社會和經濟上的問題也卻在工業化造成的經濟衰退中增加。並且隨著農耕效率提升和市場面向化，加上落後的工業發展不足以支撐郊區人口增長，郊區工人的立場在十九世紀結束後變得更加糟糕。
斯堪地那維亞的芬蘭文化與俄羅斯的斯拉夫文化之分影響了芬蘭的國家一體化。貴族於1809年從沙皇手中取得對國內權力的領導權後。他們便著手計畫打造一個高度自治，由知識份子和精英所領導的芬蘭。芬蘭人運動致力於將平民納入一個非政治相關的身分中，工人運動、青年協會以及禁酒運動最初就是由「上層」所領導的。
1870至1916的工業化逐步的提升了社會條件以及工人的自信心，但是在平民的生活品質提升的同時，富人與窮人的隔閡卻加深了。平民對社會、經濟和政治問題的關注受到了社會主義、社會自由主義與民族主義的影響。工人所提出的議案與統治階層應付式的回應則加劇了芬蘭內部的社會衝突。
在十九世紀末，從禁酒、芬蘭福音信義會與芬蘭人運動中興起的芬蘭勞工運動，扮演著一個芬蘭民族主義、工人階級的角色，在1899到1906年間，芬蘭勞工運動獨立出來，試圖擺脫芬蘭人運動的家長式統治，而它們以1899年成立的芬蘭社會民主主義黨所代表。工人行動主義的目標是反俄羅斯化以及發展一個能夠解決內部社會問題與對民主要求的政策。這是一個自從1880年代就開始的，針對芬蘭貴族與勞工運動對普選權爭端的回應。
盡管他們有義務服從，和平且非政治的大公國居民（在數十年前就已經接受階級系統為生活的一部份）開始要求他們的權力與公民權在芬蘭社會中得到落實。芬蘭與俄羅斯統治的權力鬥爭給了勞工運動一個趁虛而入的機會。在另一邊，由於有著至少長達一個世紀的領導經驗與傳統，芬蘭菁英將自己視為國家的自然領導者。在國際外交上，由於在1904年的日俄戰爭中吃了敗仗，導致了芬蘭在1905俄羅斯革命中掀起了一場總罷工，在一次鎮壓動盪的嘗試中，大公國的系統在1906芬蘭議會改革中被廢除了。這次的總罷工實質上增加了社會民主主義黨派的支持度。因此，這些黨派在芬蘭人口中占有的百分比高於世界上其他的社會主義運動。
1906的議會改革對芬蘭政治與芬蘭人的自由主義意識是一次重大進步，因為羅曼諾夫王朝在當時已經成為了歐洲最保守與專制的統治者。芬蘭人後來採用了一院制議會系統，並賦予民眾選舉權。普選權使得投票人數從12萬提高到了127萬，這包含了女性投票人，改革使得社會民主黨派取得了50%的普選票，但是沙皇在1905年的危機後重新取得了權力。隨之而來的是更加繁重的俄羅斯化進程，芬蘭人稱之為「第二次壓迫時期」，在1908至1917年間，沙皇也廢止了芬蘭議會的權力。他解散了議會，要求每年舉辦一次普選，最後決定了芬蘭元老院的組成人團，而他們與芬蘭議會將毫無關係。
芬蘭議會解決社會及經濟問題的能力極大的受到了大量未受教育的平民與前任統治階級之間的衝突所限制，而另一場衝突則因為雇主拒絕接受集體協商與組建工會的權力而越發加劇。工人行動對議會的改革進程非常失望，但由於議會與立法是最有可能為工人爭取更平等社會的方法，工人行動仍將自己與議會視作同一陣線。
總觀來看，國內政治的風波導致了一場決定芬蘭領導者的競爭，持續了大約十年，直到俄羅斯帝國垮台為止。

## 內戰爆發

內戰剛開始時的前線與主要攻勢，政府軍佔據藍色地區，攻擊方向為白色，左派佔據紅色地區，攻擊方向為紅色

內戰即將落幕時的前線與主要攻勢，政府軍佔據藍色地區，攻擊方向為白色，左派佔據紅色地區，攻擊方向為紅色

內戰結束前的前線與主要攻勢，政府軍佔據藍色地區，攻擊方向為白色，左派佔據紅色地區，攻擊方向為紅色，德國遠征軍攻擊方向為灰色

芬蘭獨立後，右派政府與左派關係日益惡化，托洛斯基敦促下的奪取政權的起義立刻發生，布爾什維克直接煽動罷工與騷亂，芬蘭國會因而授權芬蘭政府全權建立一支陸軍以回復秩序。這讓左派與政府徹底決裂，左派激進派與溫和派因此聯合在一起，雙方都开始进行武装冲突。
1918年1月19日，來自俄國彼得格勒的軍火援助通過鐵路運往維堡，用於武裝維堡左派民兵赤衛隊，衝突因此全面爆發。1月27日至1月28日，赤衛隊佔領赫爾辛基，政府撤退到瓦萨，並在奧斯卓博斯尼亞建立臨時政府。
芬蘭內戰是一場戰線式的傳統戰爭，政府軍擁有芬蘭北部，包括奧斯卓博斯尼亞與卡累利阿，而赤衛隊則擁有大部分主要城市、工業中心與南部地區。雙方兵力大約有7萬人，大部分赤衛隊訓練裝備和軍官素質都不足，駐芬俄國紅軍由於積極準備俄國內戰也並未全力支援芬蘭赤衛隊。芬蘭政府軍也有類似問題，但是他們擁有瑞典志願者支援以及受過俄國陸軍訓練的軍官，其中有一位就是卓越的古斯塔夫·曼納海姆。
4月3號德國派出部隊支援政府軍，主力部隊是呂迪格·馮·德·戈爾茨指揮的波羅的海師，總共有14,000人。赫爾辛基旋即易手，5月15日赤衛隊在卡累利阿地峽投降，芬蘭與俄國紅軍也隨即爆發衝突。

## 外國軍事援助與介入內政外交
內戰期間，由於俄國布爾什維克忙於策劃一月劇變和準備內戰，對於赤衛隊的軍事支持有限，而右派政府則有德國的支持。帝俄時期，芬蘭獨立運動如火如荼展開，一些芬蘭志願人員在德國當局的安排之下，在德國的洛克斯特接受軍事訓練。一次大戰爆發後，這些芬蘭人已經組成一個輕步兵營，並在庫爾蘭地區與帝俄作戰。西元1918年2月，芬蘭內戰右派政府節節敗退，因此該單位回國支援右派政府。
同時，右派政府有兩位官員在未經授權的情況下到達柏林請求德國提供軍事援助，一週後德國當局同意其請求。因此右派政府發現自己被迫同意德國提出的三項不利的協定：一是芬蘭在沒有德國同意之下不得與其他國家交涉和平條約，二是給予德國貿易協定與海事協定優先權，三是芬蘭保證會支付德國軍事支援所有費用。右派政府最後同意了，德國便派出擁有1萬5千人的波羅的海師支援政府軍。
當右派政府在內戰中逐漸取得勝利時，德國在越來越多事務上干預芬蘭右派政府內政。德國以協助政府軍攻佔卡累利阿剩餘地區為條件，換取政府軍協助德國攻擊位在莫曼斯克的英軍基地。右派政府也被迫同意接受一位德國親王為國王。德國影響力也逐漸深入軍事事務，西元1918年5月，右派政府指示曼納海姆，陸軍應該交給德軍軍官，並且依照德式路線進行改革，曼納海姆隨即辭職。
西元1918年11月11日，德國投降，一次大戰結束，德國在芬蘭的影響力也因此突然中止。黑森親王弗里德里希·卡尔於12月14日宣布放棄接受芬蘭王位，最後一批德軍部隊則在12月中撤離。

## 蘇芬衝突與和平條約

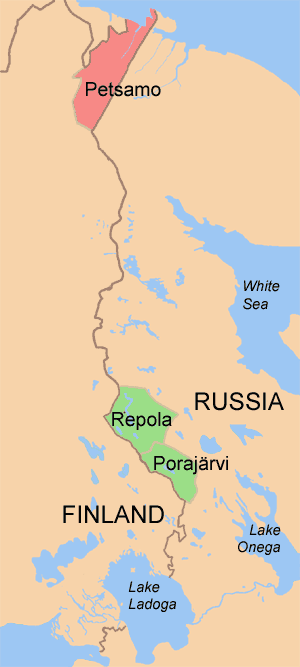
塔爾圖條約簽訂後，紅色地區歸屬芬蘭，綠色地區歸屬蘇聯

與赤衛隊的戰鬥結束後，芬蘭與蘇聯隨即爆發了衝突。戰爭從1918年一直持续到1920年，此時由於波蘇戰爭爆發，蘇聯急切希望与芬兰议和，因而在1920年10月14日與芬蘭簽訂《塔爾圖和約》。這份條約對芬蘭非常有利，蘇芬邊界僅僅距離列寧格勒郊區25公里遠而已，因为這份條約不利於蘇聯，所以戰爭結束後蘇芬關係沒有因此改善。

## 對蘇聯與芬蘭的影響
芬蘭內戰令芬蘭人更敵視蘇聯，這場戰爭普遍被認為是對抗共產主義的解放戰爭。當1930年代末，蘇聯的擴張再次迫在眉睫，使得芬蘭又一次面臨衛國戰爭。
此外，1920年蘇芬衝突後協定的國界離列寧格勒的郊區只有25公里，被蘇聯認為形成了威脅。
這場戰爭建立了芬蘭陸軍與曼納海姆軍事威名。這支陸軍不但深受德國影響，也加強了與德國軍方的聯繫，這在未來納粹德國攻擊蘇聯時德芬並肩作戰發揮關鍵作用。之後許多芬蘭傑出的將領就是從德國訓練的輕步兵營開始其軍旅身涯，最有名的是埃里克·海因里克斯，冬季戰爭時指揮地峽軍團。這也影響了未來芬蘭政軍領袖曼納海姆，儘管未來德芬都與蘇聯作戰，但是曼納海姆刻意與德蘇兩國保持距離，限制這兩國影響範圍，同時維護芬蘭的獨立自主。

## 注釈
1. ↑  其他名称: 兄弟战争、公民战争、阶级战争、自由战争、红色叛乱和革命等。Tepora & Roselius 2014b，第1–16頁；根据晨报作出的1,005份问卷调查中，名称的使用率为:"内战：29%，公民战争：25%，阶级战争：13%，自由战争：11%，红色叛乱：5%，革命：1%，其他名称：2%，不做回答：14%"。Aamulehti 2008，第16頁

## 外部連結
- Uta.fi/suomi80 （页面存档备份，存于） — 坦佩雷大學的歷史科目
- 芬蘭1914–1922年的戰爭受害者 （页面存档备份，存于） — Valtioneuvoston kanslia
- Vapaussota.fi （页面存档备份，存于） — 戰爭傷殘者基金會
- 芬蘭內戰暴行照片 （页面存档备份，存于） — Maarteen Patteuw